# Lilian Bond
Lilian Bond (18 de janeiro de 1908, Londres, Inglaterra - 25 de janeiro de 1991, Reseda, California) foi uma atriz cinematográfica britânica que atuou no período de 1920 até 1940, sendo a maioria de suas atuações nos chamados Filme B.

## Filmografia selecionada[3]

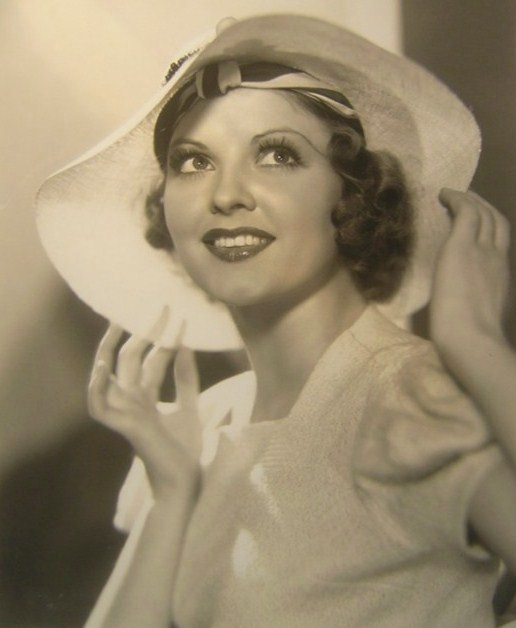
Lilian Bond em When Strangers Marry (1933)

- Sagebrush Politics (1930) como Cleo
- Stepping Out (1931)
- Manhattan Parade (1931) como Sewing girl
- The Squaw Man (1931) como Babs
- Rider of the Plains (1931) como Betty
- Hot Saturday (1932) como Eva Randolph
- Beauty and the Boss (1932) como Girl at the bar
- Man About Town (1932) como Carlotta Cortez
- The Old Dark House (1932) como Gladys
- Fireman, Save My Child (1932) como June Farnum
- High Pressure (1932)
- It's Tough to Be Famous (1932) como Edna Jackson
- Union Depot (1932) como Actress on train (uncredited)
- Air Mail (1932) como Irene Walkins
- The Trial of Vivienne Ware (1932) como Dolores Divine
- When Strangers Marry (1933) como Marion Drake
- Double Harness (1933) como Monica Page
- Take a Chance (1933) como Thelma Green
- Hot Pepper (1933) como Hortense
- Her Splendid Folly (1933) como Jill McAllister
- Pick-Up (1933) como Muriel Stevens
- The Big Brain (1933) como Dorothy Norton
- Hell Bent for Love (1934) como Millie Garland
- Dirty Work (1934)
- Affairs of a Gentleman (1934) como Carlotta Barbe
- The Bishop Misbehaves (1935) como Mrs. Millie Walker
- China Seas (1935) - Mrs. Timmons
- Blond Cheat (1938) como Roberta Trent
- Sued for Libel (1939) como Muriel Webster
- The Women (1939) como Mrs. Erskine
- The Housekeeper's Daughter (1939) como Gladys Fontaine
- The Westerner (1940) como Lily Langtry
- Scotland Yard (1941) como Lady Constance
- A Desperate Chance for Ellory Queen (1942) como Adele Beldon
- A Tragedy at Midnight (1942) como Lola
- The Picture of Dorian Gray (1945) como Kate
- Nocturne (1946) como Mrs. Billings
- The Jolson Story (1947)
- Fighter Squadron (1948) como English lady
- That Forsythe Woman (1949) como Maid
- Shadow on the Wall (1950) como Attendant
- The Sniper (1952) como Mrs. Fitzpatrick
- The Big Trees (1952) como Daisy's girl
- Man in the Attic (1953) como Annie Rowley
- The Maze (1953) como Margaret Dilling
- Pirates of Tripoli (1955) como Sono